# Dallon Weekes
Dallon James Weekes (Verona, Misuri; 4 de mayo de 1981) es un bajista, cantante y compositor estadounidense, vocalista del actual proyecto en solitario I Don't Know How But They Found Me desde 2017. Anteriormente fue parte de la banda pop rock estadounidense Panic! At The Disco de 2009 a 2017. 

## Biografía

### Primeros años
Dallon Weekes nació el 4 de mayo de 1981 en la ciudad de Verona (Misuri) en el seno de una familia mormona. Es el segundo de cuatro hermanos y se crio en Clearfield, ciudad donde su familia se mudó poco después de su nacimiento. Asistió a la Clearfield High School donde conoció a la mayoría de sus futuros compañeros de The Brobecks. Después de graduarse con honores en 1999, Weekes sirvió como misionero en Oklahoma durante dos años. Posteriormente asistió a la Weber State University pero abandonó sus estudios para dedicarse a la música.

### The Brobecks (2002 - 2013)
Poco después de regresar a Utah, Weekes armó The Brobecks como pasatiempo. Al grupo lo integraban además el fotógrafo y productor Matt Grass y otro amigo de la secundaria. Después de unos años de grabar demos en un sótano, se les ofreció un contrato con el sello discográfico Drive-Thru Records. Sony BMG, Interscope Records y otro sello independiente le ofrecieron un contrato como solista a Weekes, pero rechazó la oferta por no querer abandonar a sus compañeros. En 2008, el grupo recibió el premio local City Weekly de Salt Lake City a la mejor banda indie pop del año.
El álbum Violent Things fue publicado en mayo de 2009 con una cantidad limitada de copias en CD y también en iTunes. Fue producido por Casey Crescenzo, de The Dear Hunter, y contó con la colaboración de Darren Robinson, guitarrista de Phantom Planet. Una de las canciones más populares del álbum, "Love at First Sight", se emitió en la radio Delta Airlines. The Brobecks fueron teloneros de grupos como Fall Out Boy, Phantom Planet, el músico Ben Kweller y The Bravery. A pesar del éxito del álbum, continuaron de manera independiente.
A finales de 2012, Weekes lanzó un EP titulado Quiet Title para descargar en la página de Bandcamp de The Brobecks, así como una opción para comprar un CD de Violent Things. El EP consta de dos canciones, "Anyone I Know" y "Cluster Hug", que cuentan con la colaboración del guitarrista Ian Crawford y Matt Glass, exbaterista de la banda. En noviembre de 2012, Weekes dijo en una entrevista que había escrito estas canciones durante el proceso de composición y grabación para el cuarto álbum de estudio de Panic! at the Disco.

### Panic! at the Disco (2009 - 2017)

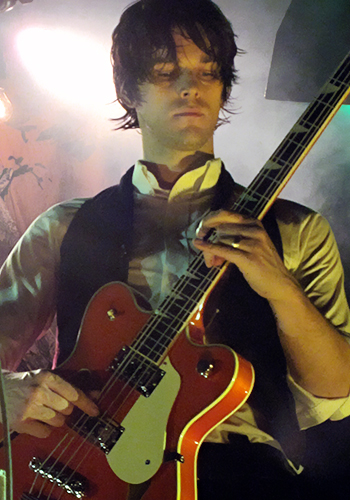
Weekes en una presentación de Panic! at the Disco en 2011

En 2009 Weekes fue contratado como bajista, sintetizador y vocalista de apoyo temporario de la banda Panic! at the Disco. A mediados de 2010, durante una gira en China, se le ofreció unirse al grupo de forma definitiva. Su integración se hizo pública en agosto de 2012, cuando Weekes confirmó ser miembro a través de Twitter.
Durante su tiempo en Panic! at the Disco, Weekes diseñó la cubierta del tercer álbum de estudio, Vices & Virtues, y también escribió todas las canciones del cuarto disco excepto dos, entre ellas Casual Affair. Weekes también fue nominado como mejor bajista para los premios Alternative Press Music Awards de 2015. En octubre de ese año, Weekes confirmó su salida de la banda en Twitter, donde dijo que ya "no estaba contribuyendo creativamente", pero continuaba tocando en las giras. Dejó el grupo en 2017, para dedicarse a su nuevo proyecto, I Don't Know How But They Found Me.

### I Dont Know How But They Found Me (2016 – presente)
Durante su estancia en Panic! At The DIsco, Dallon comenzó a realizar pequeños conciertos en secreto junto a su antiguo compañero en The Brobecks, Ryan Seaman. Este le propuso a Weekes el comenzar como dúo bajo el nombre I Dont Know How But They Found Me. Debutaron como dúo en el evento Emo Nite Los Angeles el 6 de diciembre de 2016, fue en este show donde revelaron su nombre como banda. Durante meses, ambos negaron el proyecto pese a todas las fotos y vídeos que tomaron del dúo junto durante sus modestos conciertos al no querer ser asociados con las conocidas bandas en las que se encontraban en aquel momento o (no solo Weekes era bajista en Panic! At The Disco, Seaman era batería para Falling in Reverse, en ese momento). Anunciaron su entrada a Fearless Records en agosto de 2018, tras dejar sus anteriores grupos. En noviembre de ese mismo año publicaron su primer EP 1981 Extended Play. El 15 de noviembre de 2019, publicaron su EP de temática navideña Christmas Drag. El 23 de octubre de 2020, publicaron finalmente su primer álbum Razzmataz, el cual fue uno de sus trabajos más exitosos hasta la fecha.
El 17 de noviembre de 2023, Dallon Weekes anunciaba a través de sus redes sociales la salida de Ryan Seaman de la banda tras un presunto caso de estafa. La banda continuó como un trabajo en solitario con la participación de músicos detrás de escenas como Anthony Purpura, Isaac Paul y Roonie Strauss.
El 23 de febrero de 2024, se publicó su segundo álbum de estudio Gloom DIvision el cual contó con la participación de Matt Glass (antiguo miembro junto a Dallon de The Brobecks).
El 1 de febrero de 2025, se anunciaba que Dallon participaría junto a Anthony Purpura en el concierto benéfico de la banda Phantom Planet tras los incendios en California de ese mismo año. A ese mismo evento asistiría Ryan Ross. Ambos volvieron juntos a los escenarios por primera vez tras la salida de Ross de Panic! At The Disco en 2009.

### Proyectos en solitario
En septiembre de 2010, Weekes publicó de forma gratuita la canción "Skid Row" la cual pertenecía al musical Little Shop of Horrors, junto a Brendon Urie (miembro de Panic! At The DIsco), Matt Glass e Ian Crawford (guitarrista de gira también de Panic! at The Disco, The Cab y Stamps). 
En noviembre de 2014, publicó la canción "Slicky Sweet Holidays" junto a Ryan Seaman y Tyler Joseph (vocalista de Twenty One Pilots).
En octubre de 2015, comenzó a realizar una serie de covers de canciones poco conocidas en su canal de Youtube llamadas "TWOMINCVRS". En 2016, publicó una canción navideña llamada "Please Don't Jump (It's Christmas)" en colaboración de nuevo con Ryan Seaman.

## Vida privada
El 18 de marzo de 2006, Weekes contrajo matrimonio con Breezy Douglas. El matrimonio tiene dos hijos: Amelie Olivia Weekes, nacida el 1 de junio de 2008, y Knox Oliver Weekes, nacido el 23 de junio de 2010.

## Discografía

### The Brobecks

#### Álbumes de estudio
- Happiest Nuclear Winter (2004)
- Violent Things (2009)

#### Extended plays
- Understanding The Brobecks (2003)
- Goodnight and Have a Pleasant Tomorrow (2006)
- Small Cuts EP (2007)
- I Will, Tonight EP (2008)
- Your Mother Should Know EP #1 (2010)
- Quiet Title EP (2012)

### Panic! at the Disco
- Vices & Virtues (2011) (artwork concept)
- Too Weird to Live, Too Rare to Die! (2013)

### Solista
- Skid Row (Downtown) en colaboración con Brendon Urie e Ian Crawford (2010)
- "Sickly Sweet Holidays" (2014)
- "Please Don't Jump (It's Christmas)" (2016)

I DON'T KNOW HOW BUT THEY FOUND ME
1981 Extended Play (2018)
Christmas Drag (2019) 
Razzmatazz (2020)
Gloom Division (2024)